# Сільськогосподарська артіль
Арті́ль сільськогоспо́дарська — форма кооперативного об'єднання селян на основі добровільного членства для ведення великого  сільськогосподарського виробництва.
Сільськогосподарські артілі організовані відповідно до ленінського кооп. плану.
Історія колгоспного руху в СРСР знає три форми виробничого кооперування селян:
- товариство спільного обробітку землі,
- сільськогосподарську комуну,
- сільськогосподарську артіль.

Ці форми відрізняються одна від одної головним чином ступенем усуспільнення засобів виробництва і способом розподілу доходів. В Артілі усуспільнюються землекористування, робоча худоба, сільськогосподарський реманент, господарські будівлі, необхідні для ведення артільного виробництва. Землі, які держава надає колгоспам у безплатне і вічне користування, є основним джерелом зміцнення колгоспної власності. Поряд з громадським господарством, в сільськогосподарській артілі передбачається особисте підсобне господарство. Основною формою колгоспного будівництва в СРСР на весь період соціалізму була визнана сільськогосподарська артіль. В ній найкраще поєднуються громадські й особисті інтереси, здійснюється принцип матеріальної заінтересованості колгоспників. Виробництво в сільськогосподарській артілі базується на соціалістичній власності та колективній праці, на плановому веденні господарства з застосуванням передової техніки, на використанні найновіших досягнень с.-г. науки, на розвитку соціалістичного змагання.
Діяльність ільськогосподарської артілі регулюється Статутом. Артіль сільськогосподарська веде своє господарство відповідно до затвердженого виробничо-фінансового плану на основі державних планових завдань. Основною формою організації праці в сільськогосподарській артілі є бригади сільськогосподарські. Всі роботи в сільськогосподарській артілі здійснюються особистою працею її членів. Залучення до роботи не членів колгоспу допускається лише у виняткових випадках. Натуральні і грошові доходи колгоспу розподіляються між колгоспниками відповідно до кількості й якості вкладеної ними праці. Передові колгоспи переходять на щомісячну гарантовану грошову оплату без нарахування трудоднів.
Вересневий пленум ЦК КПРС (1953) виробив широку програму крутого піднесення соціалістичного с. г. Лютнево-березневий (1954), Січневий (1955) і Грудневий (1958) пленуми ЦК та XXI з'їзд КПРС накреслили шляхи подальшого зміцнення колгоспного ладу, значного підвищення врожайності всіх сільськогосподарських культур, збільшення поголів'я худоби і подальшого зростання продуктивності громадського тваринництва. В червні 1958 Рада Міністрів СРСР скасувала обов'язкові поставки державі колгоспами с.-г. продукції, встановивши, що з 1958 державні заготівлі с.-г. продуктів провадяться в порядку закупок. 31 березня 1958 Верховна Рада СРСР прийняла закон «Про подальший розвиток колгоспного ладу і реорганізацію машинно-тракторних станцій», на основі якого здійснено реорганізацію МТС у РТС і продаж колгоспам тракторів та інших с.-г. машин. За 5 років (1953–1958) колгоспи СРСР добились величезних успіхів. За цей період значно зросла і зміцніла колгоспна власність, збільшилися доходи і неподільні, фонди. Зростання неподільних фондів, зміцнення і розвиток колгоспної власності, поступове зближення і надалі повне злиття її з загальнонародною власністю відповідають потребам розвитку сучасних продуктивних сил в СРСР.

## Управління
Управління справами сільськогосподарських артілей базується на принципах колгоспної демократії. Загальні збори членів колгоспу — вищий орган управління. Вони обирають правління, яке є виконавчим органом, та голову колгоспу. Для контролю за діяльністю правління і службових осіб колгоспу загальні збори обирають ревізійну комісію, яка затверджується райвиконкомом. В післявоєнні роки проведено укрупнення артілей з метою їх господарчо-організаційного зміцнення. В СРСР є 67 400 сільськогосподарських артілей (1958), в тому числі в УРСР—13 200.